# Oscar Solano

Oscar Solano Borba (Melo, Cerro Largo, Uruguay, 27 de enero de 1927) - (Melo, Cerro Largo, Uruguay, 26 de diciembre de 2009) fue un escritor, y poeta uruguayo.

## Biografía
Nació en Melo, departamento de Cerro Largo. Recorrió diversos géneros dentro de los cuales se destacan la poesía y el cuento, especialmente de ciencia ficción en dónde es reconocido principalmente por incluir a su ciudad natal como centro de sus relatos. 

## Obras

### Líbros
- Pasybanca (1995)
- Mandil (1995)
- Viajes y otros relatos (1996)
- Melo, Año 2045 y otros Relatos increíbles (1998)
- Letras (1999)
- Mandil II (2000)
- El Escribidor (2002)